# Eduard Friedrich
Eduard „Edi“ Friedrich (* 1. Mai 1937 in Kaunas, Litauen; † 22. April 2015 in Weiskirchen, Rodgau) war ein deutscher Turner, Turner-Trainer und Sportfunktionär.

## Leben
Nach der Flucht aus Litauen wuchs Friedrich in der Lutherstadt Wittenberg auf. Als hervorragender Turner (DDR-Jugendmeister im Gerätturnen) studierte er von 1951 (Vorstudium) an zum Diplom-Sportlehrer an der Deutschen Hochschule für Körperkultur (1959, zusätzlich mit Trainerdiplom im Gerätturnen). Er arbeitete zunächst als Nachwuchstrainer in der DDR, ehe er als hauptamtlicher Turnlehrer und Geschäftsführer zum Eimsbütteler Turnverein in die Bundesrepublik gerade rechtzeitig vor dem Mauerbau wechselte. 1960 flüchtete er gemeinsam mit Klaus Zschunke in die Bundesrepublik. 1965 bis 1975 war er Cheftrainer des Deutschen Turner-Bundes, wobei der Gewinn der Goldmedaille am Reck durch Eberhard Gienger bei der WM 1974 zu den Höhepunkten seiner Trainerkarriere gehörte. Von 1969 an gehörte er als Stellvertretender Vorsitzender der Trainerkommission zu den ehrenamtlichen Gremien des neu organisierten Bundesausschuss Leistungssport. 1975 wechselte er hauptberuflich zum Bundesausschuss Leistungssport, wo er als Direktor der Trainerkommission für alle Bundestrainer zuständig war und die Einführung der Olympiastützpunkte nach dem Vorbild der Sportclubs der DDR organisierte. Ehrenamtlich war er parallel 1980 bis 1984 Vizepräsident im Hessischen Turnverband. Nach den Olympischen Sommerspielen 1988 wechselte er wieder zum Deutschen Turner-Bund als Sportdirektor und war für die Kooperation und Integration der Turner der DDR verantwortlich. Als dies gelungen war, wurde er von 1992 bis 2002 der Leiter des Olympiastützpunktes Mecklenburg-Vorpommern in Rostock. Parallel hierzu wurde er ab 1994 ehrenamtlich Vize- und ab 1996 12 Jahre lang als Präsident des Landesturnverbandes und verantwortete er eine stetige Aufwärtsentwicklung zum zweitgrößten Sportverband in Mecklenburg-Vorpommern. Von 2000 bis 2002 und von 2004 bis 2008 gehörte er dem Vorstand des Deutschen Turner-Bundes an und vertrat hier die Interessen des an internationalen Maßstäben orientierten Spitzensportes, der es im am Freizeitsport orientierten Verband schwer hatte. Seine Bücher zum Gerätturnen machten deutlich, dass er das gesamte Spektrum vom Anfänger bis zum Spitzenturner beherrschte.
Nach seinem Ausscheiden aus den Ämtern im Turnverband kehrte er nach Hessen zurück. Er verstarb an den Folgen einer Sturzverletzung in seiner Heimatstadt.